# 李烇
李烇（？—？），中國清朝官員，於光緒年間，接替沈茂蔭，於台灣苗栗地區擔任苗栗縣知縣一職，是苗栗地區的地方父母官。
| 前任： 沈茂蔭 | 苗栗縣知縣 光緒年間上任 | 繼任： [[]]   |
| 前任： 陳世烈 | 台灣府經歷 1889年上任   | 繼任： 林桂芬 |